# Wu od Chua
Kralj Wu od Chua (kineski: 楚武王) bio je prvi kralj – premda ne i prvi vladar – drevne kineske države Chua. Umro je 591. prije nove ere.
Bio je sin vikonta Xiao'aoa te brat Fenmaoa, kojeg je navodno dao ubiti.
Wu, čije je osobno ime bilo Dá (達), oženio je kćer vladara Denga, a jer nije htio biti samo vikont, proglasio se kraljem, prvim u povijesti Chua.
Bio je predak cara Yija od Chua.

## Djeca
- Qu Xia (屈瑕)
- Wen od Chua (nasljednik)
- Ziyuan (子元)